# U-439 (tàu ngầm Đức)
U-439 là một tàu ngầm tấn công  Lớp Type VII thuộc phân lớp Type VIIC được Hải quân Đức Quốc Xã chế tạo trong Chiến tranh Thế giới thứ hai. Nhập biên chế năm 1941, nó đã thực hiện được bốn chuyến tuần tra nhưng không đánh chìm được mục tiêu nào. Trong chuyến tuần tra cuối cùng, U-439 đắm sau khi mắc tai nạn va chạm với tàu ngầm U-659 ở phía Tây vịnh Biscay vào ngày 4 tháng 5, 1943.

## Thiết kế và chế tạo

### Thiết kế

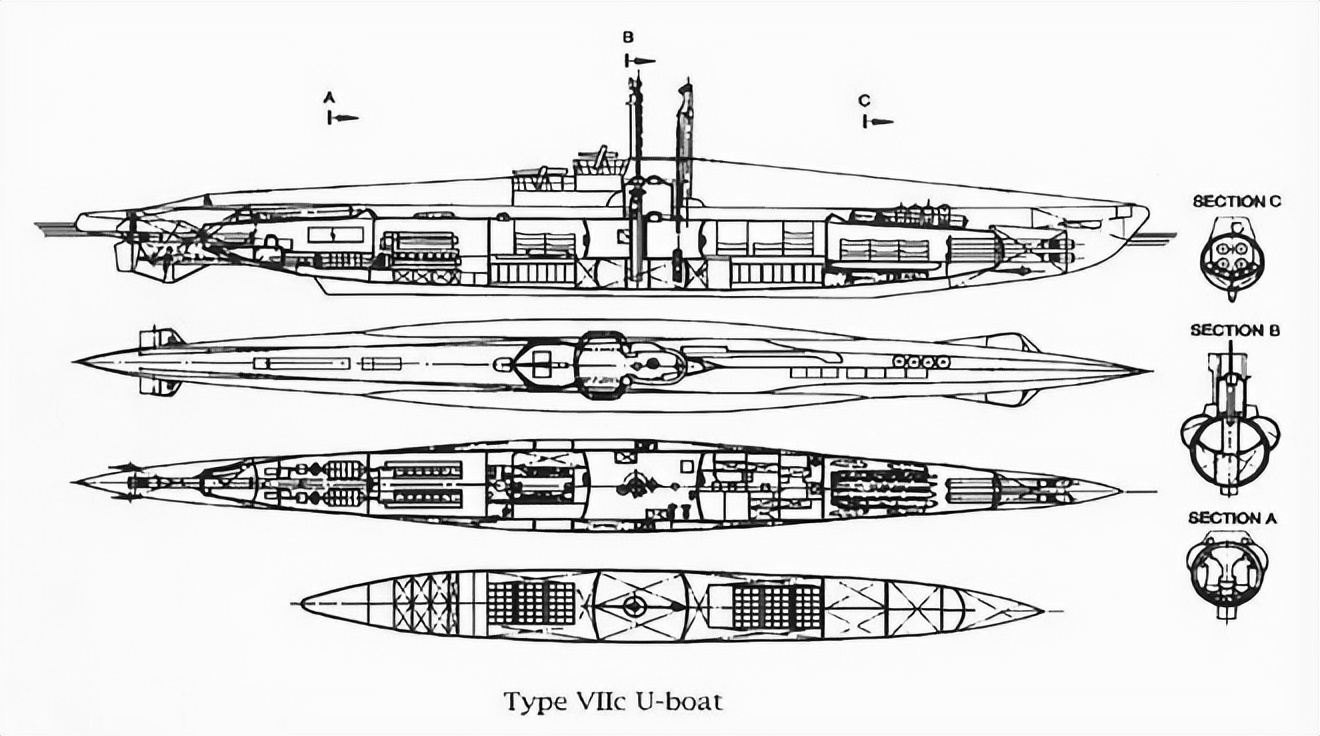
Sơ đồ các mặt cắt một tàu ngầm Type VIIC

Phân lớp VIIC của Tàu ngầm Type VII là một phiên bản VIIB được kéo dài thêm. Chúng có trọng lượng choán nước 769 t (757 tấn Anh) khi nổi và 871 t (857 tấn Anh) khi lặn). Con tàu có chiều dài chung 67,10 m (220 ft 2 in), lớp vỏ trong chịu áp lực dài 50,50 m (165 ft 8 in), mạn tàu rộng 6,20 m (20 ft 4 in), chiều cao 9,60 m (31 ft 6 in) và mớn nước 4,74 m (15 ft 7 in).
Chúng trang bị hai động cơ diesel Germaniawerft F46 siêu tăng áp 6-xy lanh 4 thì, tổng công suất 2.800–3.200 PS (2.100–2.400 kW; 2.800–3.200 bhp), dẫn động hai trục chân vịt đường kính 1,23 m (4,0 ft), cho phép đạt tốc độ tối đa 17,7 kn (32,8 km/h), và tầm hoạt động tối đa 8.500 nmi (15.700 km) khi đi tốc độ đường trường 10 kn (19 km/h). Khi đi ngầm dưới nước, chúng sử dụng hai động cơ/máy phát điện Garbe, Lahmeyer & Co. RP 137/c  tổng công suất 750 PS (550 kW; 740 shp). Tốc độ tối đa khi lặn là 7,6 kn (14,1 km/h), và tầm hoạt động 80 nmi (150 km) ở tốc độ 4 kn (7,4 km/h). Con tàu có khả năng lặn sâu đến 230 m (750 ft).
Vũ khí trang bị có năm ống phóng ngư lôi 53,3 cm (21 in), bao gồm bốn ống trước mũi và một ống phía đuôi, và mang theo tổng cộng 14 quả ngư lôi, hoặc tối đa 22 quả thủy lôi TMA, hoặc 33 quả TMB. Tàu ngầm Type VIIC bố trí một hải pháo 8,8 cm SK C/35 cùng một pháo phòng không 2 cm (0,79 in) trên boong tàu. Thủy thủ đoàn bao gồm 4 sĩ quan và 40-56 thủy thủ.

### Chế tạo
U-439 được đặt hàng vào ngày 5 tháng 1, 1940, và được đặt lườn tại xưởng tàu Schichau-Werke ở Danzig (nay là Gdańsk thuộc Ba Lan) vào ngày 1 tháng 10, 1940. Nó được hạ thủy vào ngày 11 tháng 10, 1941, và nhập biên chế cùng Hải quân Đức Quốc Xã vào ngày 20 tháng 12, 1941 dưới quyền chỉ huy của Hạm trưởng, Trung úy Hải quân Wolfgang Sporn.

## Lịch sử hoạt động

### 1942
Sau khi hoàn tất việc huấn luyện trong thành phần Chi hạm đội U-boat 5, U-439 được điều sang Chi hạm đội U-boat 1 từ ngày 1 tháng 11, 1942 để hoạt động trên tuyến đầu.

#### Chuyến tuần tra thứ nhất
U-439 khởi hành từ cảng Kiel, Đức vào ngày 12 tháng 11, 1942 cho chuyến tuần tra đầu tiên trong chiến tranh. Nó tiến ra Bắc Hải, rồi băng qua khe GI-UK giữa các quần đảo Shetland và Faroe để vòng qua quần đảo Anh và hoạt động trong vùng biển Bắc Đại Tây Dương về phía Đông Nam Greenland. Nó kết thúc chuyến tuần tra khi đi đến cảng Brest bên bờ Đại Tây Dương của Pháp đã bị Đức chiếm đóng, đến nơi vào ngày 24 tháng 12. Brest trở thành căn cứ hoạt động chính của con tàu trong suốt quãng đời hoạt động còn lại của nó.

### 1943

#### Chuyến tuần tra thứ hai và thứ ba
U-439 xuất phát từ Brest vào ngày 28 tháng 1 cho một chuyến tuần tra ngắn trong vịnh Biscay, và quay trở về căn cứ vào ngày 2 tháng 2.
Trong chuyến tuần tra thứ ba diễn ra từ ngày 20 tháng 2 đến ngày 28 tháng 3, chiếc U-boat đã hoạt động trong khu vực Trung Tâm Bắc Đại Tây Dương về phía Tây Ireland và phía Đông Nam Greenland. Trong cả hai chuyến đi, chiếc tàu ngầm vẫn không đánh chìm được mục tiêu nào.

#### Chuyến tuần tra thứ tư – Bị mất
Xuất phát từ Brest vào ngày 27 tháng 4 cho chuyến tuần tra thứ tư, cũng là chuyến cuối cùng, U-439 hoạt động trong Đại Tây Dương về phía Tây vịnh Biscay. Vào ngày 4 tháng 5, nó phối hợp cùng tàu ngầm U-659 theo dõi một đoàn tàu vận tải Đồng Minh đang hướng xuống phía Nam và chuẩn bị tấn công, thì mắc phải tai nạn va chạm với U-659, khiến cả hai cùng bị đắm tại tọa độ 43°32′B 13°20′T / 43,533°B 13,333°T. Bốn mươi thành viên thủy thủ đoàn của U-439 đã thiệt mạng do tai nạn, và có chín người sống sót được cứu vớt.

### "Bầy sói" tham gia
U-439 từng tham gia sáu bầy sói:
- Panzer (23 tháng 11 – 11 tháng 12, 1942)
- Raufbold (11 – 15 tháng 12, 1942)
- Neuland (4 – 6 tháng 3, 1943)
- Ostmark (6 – 11 tháng 3, 1943)
- Stürmer (11 – 19 tháng 3, 1943)
- Drossel (29 tháng 4,– 4 tháng 5, 1943)